# Luis Túnchez
Luis Túnchez Florián (Casillas, Santa Rosa, 20 de octubre de 2001) es un futbolista que actualmente milita en el club Deportivo Achuapa de la Liga Nacional de Guatemala y se desempeña en la posición de delantero centro, se formó en club Nueva Santa Rosa de la Tercera División de Guatemala. Ficha por la Nueva Concepción, equipo de la Primera División de Guatemala donde fue el máximo artillero del torneo clausura de primera división, consiguiendo su ascenso a Liga Nacional.

## Clubes
| Club                 | País      | Año               |
| -------------------- | --------- | ----------------- |
| Nueva Santa Rosa CDF | Guatemala | 2021 - 2022       |
| Nueva Concepción     | Guatemala | 2022 - 2023       |
| Deportivo Achuapa    | Guatemala | 2023 - Actualidad |